# Нирматрелвир

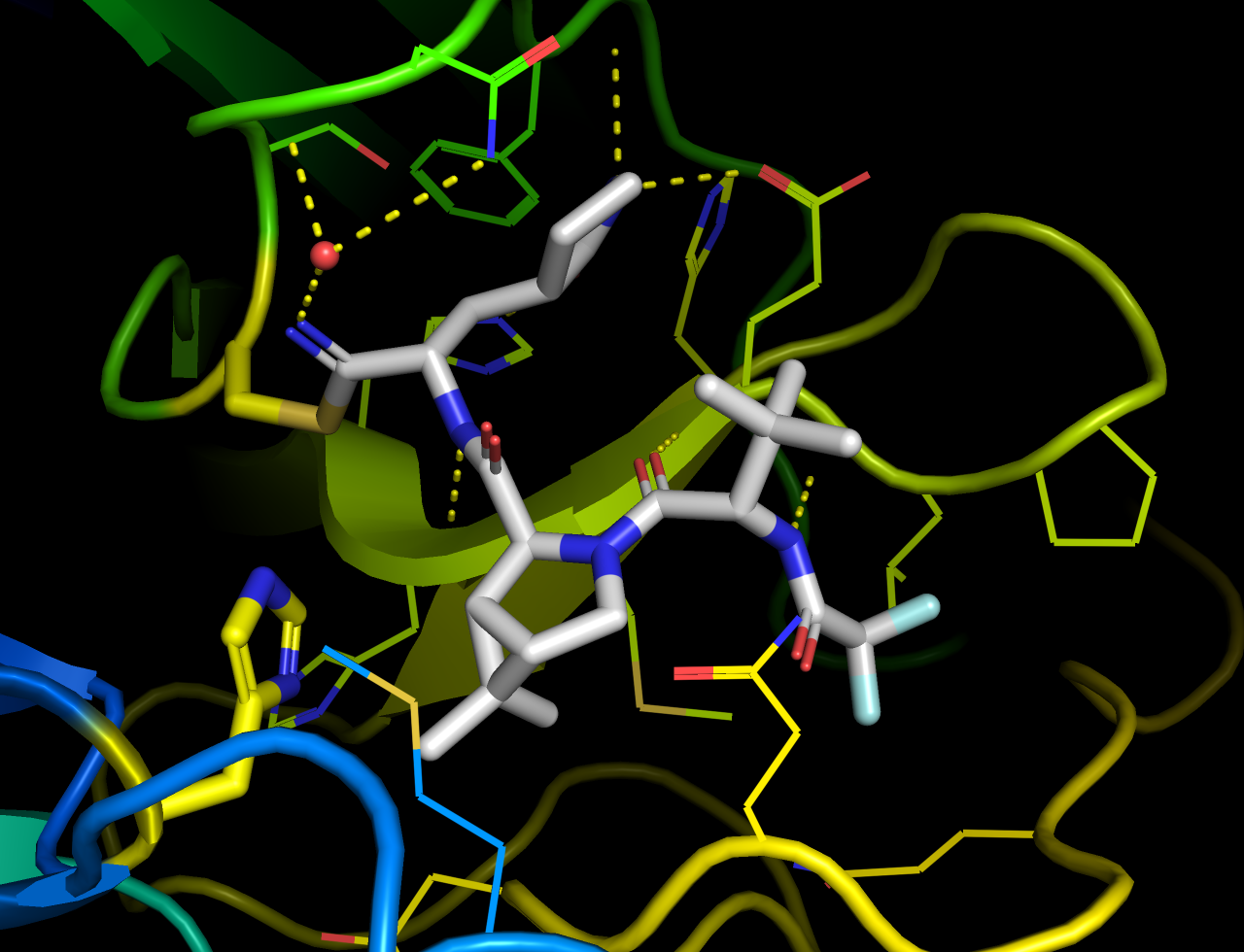
Трехмерная структура молекулы протеазы 3CLpro с ингибитором PF-07321332 (PDB 7SI9 и 7VH8). Белковый скелет протеазы с ингибитором показаны в виде стержней. Каталитические аминокислоты (Гистидин 41 и Цистеин 145) — в виде желтых стержней.

Нирматрелвир, также PF-07321332  — противовирусный препарат, разработанный компанией Pfizer, перорально активный ингибитор протеазы 3CLpro. Это ковалентный ингибитор фермента, связывающийся непосредственно с каталитически активным остатком цистеина (Cys145). Лекарство «Паксловид» (Paxlovid, Bexovid), состоящее из комбинации PF-07321332 с ритонавиром, проходит фазу II/III клинических испытаний в качестве средства от COVID-19. В этой комбинации ритонавир служит для замедления метаболизма PF-07321332 цитохромами для поддержания более высоких концентраций основного препарата в кровотоке.
В ноябре 2021 года Pfizer объявила о положительных результатах исследования фазы II/III, в том числе о сокращении госпитализаций или смертельных исходов на 89 % при назначении «Паксловида» в течение трех дней после появления симптомов ковида и на 85 %, если лечение начинать в течение пяти дней.

## Разработка
Протеазы коронавируса разрезают вирусный полипротеин по множеству сайтов, обычно после глутаминового остатка. Предыдущая работа на человеческих риновирусах со сходной особенностью показала, что глутамин с гибким боковым радикалом может быть заменён ригидным пирролидином. Данная линия препаратов получила дальнейшее развитие для применения при других заболеваниях, включая SARS.
Эффективность выбора 3С-подобной протеазы в качестве цели впервые была продемонстрирована в реальных условиях, когда GC376 (пролекарство GC373) применили для лечения ранее 100 % летального заболевания — инфекционного перитонита кошек, вызванного коронавирусом FIPV. Препарат Pfizer является аналогом GC373, в котором альдегидный ковалентный акцептор цистеина был заменен нитрилом.
PF-07321332 был разработан путем модификации более раннего клинического кандидата PF-07304814. PF-07304814 также является ковалентным ингибитором, но имеет в качестве активной группы гидроксиметилкетон и используется в виде пролекарства-фосфата. PF-07304814 необходимо вводить внутривенно, что ограничивает его применение условиями больничного учреждения. PF-07321332 — препарат, подходящий для перорального применения — получили путем поэтапной модификации трипептидного миметика. Ключевые изменения включают уменьшение числа доноров водородных связей и числа вращающихся связей за счет введения жесткой бициклической неканонической аминокислоты, которая имитирует остаток лейцина, обнаруженный в более ранних ингибиторах. Этот остаток ранее использовался в синтезе боцепревира.

### Регистрация и доступность
В середине ноября 2021 года компания Pfizer подписала соглашение с Патентным фондом лекарственных средств, поддерживаемым ООН, разрешающее производство и продажу препарата Паксловид в 95 развивающихся странах, преимущественно азиатских и африканских. Согласно заявлению Pfizer, соглашение позволит местным фармацевтическим предприятиям производить препарат «с целью облегчения доступа к нему населения всего мира». Однако сделка не распространяется на несколько стран с крупными вспышками COVID-19, включая Бразилию, Китай, Россию, Аргентину и Таиланд.
16 ноября компания Pfizer подала заявку в Управление по санитарному надзору за качеством пищевых продуктов и медикаментов США на экстренное разрешение использования Паксловида (EUA). 16 ноября 2021 года газета Washington Post сообщила, что правительство США подпишет контракт на закупку 10 миллионов доз паксловида.
Разрешен к использованию в США 22 декабря 2021 года.
В России нирматрелвир/ритонавир производит в виде набора под товарной маркой "Миробивир" компания Фармасинтез, а также в виде комбинированного препарата под товарной маркой "Скайвира" компания Промомед. Также на рынке доступен нирматрелвир в виде монопрепарата. 

## Получение

Полная информация о синтезе PF-07321332 была впервые опубликована учеными из Pfizer.
На предпоследнем этапе синтетическую гомохиральную аминокислоту связывают с гомохиральным аминоамидом с использованием водорастворимого карбодиимида EDCI в качестве дегидратирующего агента. Полученный промежуточный продукт затем обрабатывают реактивом Берджесса, который дегидратирует амидную группу до нитрила продукта.